# Opistophthalmus peringueyi
Espèce
Opistophthalmus peringueyi est une espèce de scorpions de la famille des Scorpionidae.

## Distribution
Cette espèce est endémique d'Afrique du Sud. Elle se rencontre au Cap-du-Nord et au Cap-Occidental.

## Description
Le mâle syntype mesure 109 mm et la femelle syntype 103 mm.

## Étymologie
Cette espèce est nommée en l'honneur de Louis Péringuey.

## Publication originale
- Purcell, 1898 : Descriptions of new South African scorpions in the collection of the South African Museum. Annals of the South African Museum, vol. 1, p. 1–32 (texte intégral).